# Lunda (lud)
Lunda – lud zamieszkujący głównie Zambię, a także Demokratyczną Republikę Konga i Angolę. W 2010 roku liczebność Lunda wynosiła 876 tysięcy. Lud ten posługuje się językiem lunda, z rodziny bantu.
Gospodarka Lunda opiera się głównie na łowiectwie, rolnictwie, a także na rybołówstwie. Uprawia się przede wszystkim maniok, proso, orzeszki ziemne, fasolę i kukurydzę. Pewne grupy plemienne hodują także bydło. Lunda z Kazembe są znani jako handlarze kości słoniowej i niewolników.